# Altkirchen
Altkirchen is een plaats en voormalige gemeente in de Duitse deelstaat Thüringen en maakt deel uit van de Landkreis Altenburger Land.
Altkirchen telt  inwoners.
De gemeente maakte deel uit van de Verwaltungsgemeinschaft Altenburger Land tot dit op 1 januari 2019 werd opgeheven en werd Altkirchen opgenomen in de gemeente Schmölln.

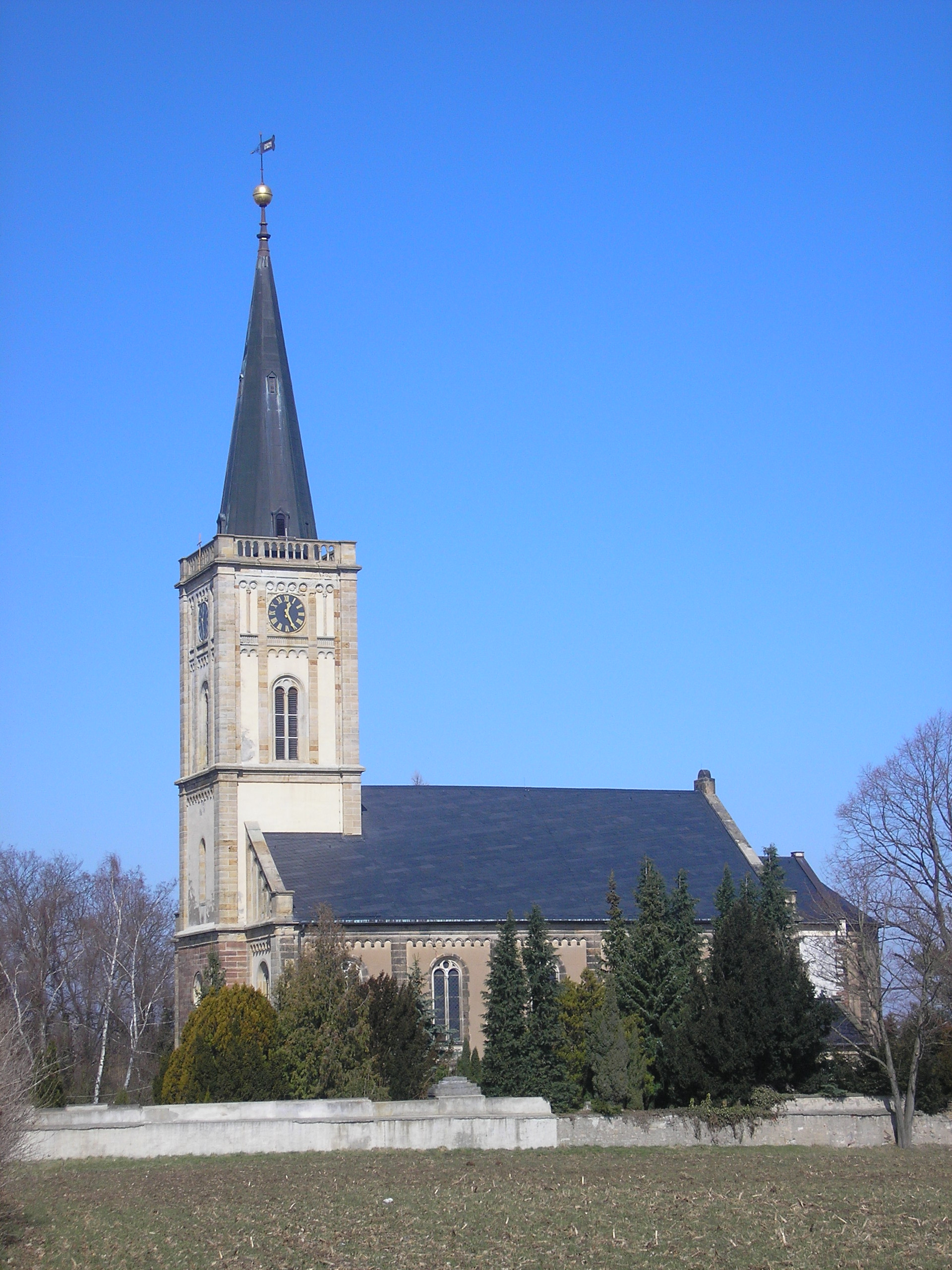
Dorpskerk van Altkirchen